# Finotina ranavaloae
Finotina ranavaloae är en insektsart som först beskrevs av Pierre Adrien Prosper Finot 1907.  Finotina ranavaloae ingår i släktet Finotina och familjen gräshoppor. Inga underarter finns listade i Catalogue of Life.